# Liste der Nummer-eins-Hits in Australien (1959)
Diese Liste enthält alle Nummer-eins-Hits in Australien im Jahr 1959. Es gab in diesem Jahr zwölf Nummer-eins-Singles.
| Singles |
| --- |
| - Kingston Trio – Tom Dooley - 8 Wochen (20. Dezember 1958 – 13. Februar 1959) - The Platters – Smoke Gets in Your Eyes - 10 Wochen (14. Februar – 24. April) - Cris Barber’s Jazz Band – Petite fleur - 1 Woche (25. April – 1. Mai) - Frankie Avalon – Venus - 2 Wochen (2. Mai – 15. Mai) - Elvis Presley – A Fool Such as I - 6 Wochen (16. Mai – 26. Juni) - Lloyd Price – Personality - 5 Wochen (27. Juni – 31. Juli) - Johnny Horton – The Battle of New Orleans - 6 Wochen (1. August – 11. September) - Conway Twitty – Mona Lisa - 2 Wochen (12. September – 25. September) - The Browns – The Three Bells - 5 Wochen (26. September – 30. Oktober) - Johnnie Ray – I’ll Never Fall in Love Again - 2 Wochen (31. Oktober – 13. November) - Col Joye & the Joy Boys – Oh Yeah Uh Huh - 4 Wochen (14. November – 11. Dezember) - Bill Haley & His Comets – Joey’s Song / Ooh! Look-a-There, Ain’t She Pretty? - 8 Wochen (12. Dezember 1959 – 5. Februar 1960) |

Siehe auch: Nummer-eins-Hits 1959 in  Belgien, Deutschland, Frankreich, Norwegen, Spanien, den Vereinigten Staaten und im Vereinigten Königreich.